# Christian von Apen
Christian von Apen (gen. von 1590 bis 1604) war ein deutscher Maler.

## Biografie

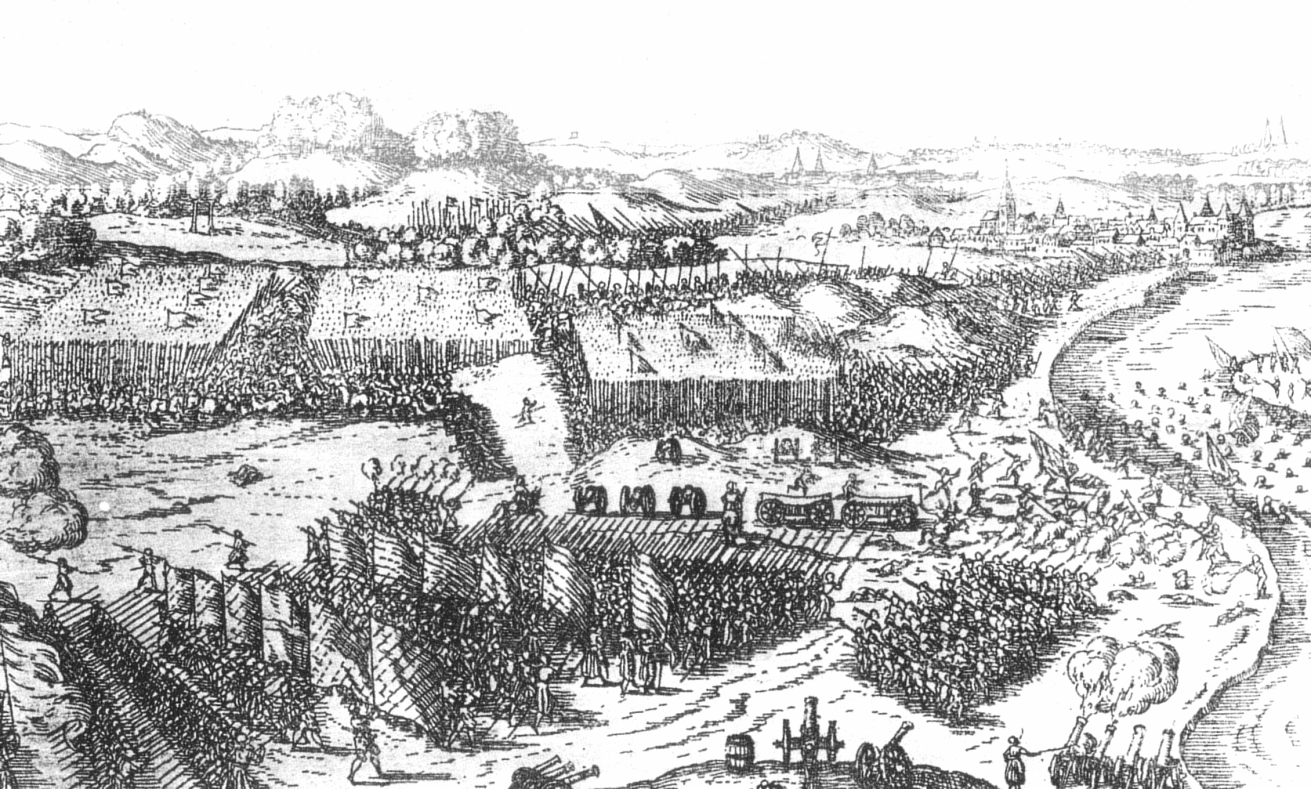
Radierung von der Schlacht bei Drakenburg

Apen hat 1591 in Bremen seinen Bürgereid geleistet. Historisch bekannt wurde er durch seine 1594 geschaffene Karte von der Weser und der von den vier Gohen von Bremen von 1603. Bekannt ist er auch durch sein Bild von der Schlacht bei Drakenburg, die 1547 stattfand. Das um 1590 entstandene Bild hat im Schütting, dem heutigen Haus der Handelskammer Bremen, gehangen, ist nicht erhalten und bildlich nur überliefert, weil es zu den Vorlagen gehörte, die er für die Radierungen der Chronik von Wilhelm Dilich von 1603/04 beisteuerte. Im Schütting schuf er auch nicht erhaltene Wandmalereien. Überliefert sind auch Bemalungen von Seetonnen.
Hinweis: Die Gemeinde Apen, aus der möglicherweise der Maler kam, ist die westlichste Gemeinde im Landkreis Ammerland in Niedersachsen.